# Charles Hill Mailes
Charles Hill Mailes (né le 25 mai 1870 à Halifax au Canada et mort le 17 février 1937 à Los Angeles aux États-Unis) est un acteur canadien du cinéma muet.

## Filmographie

### Années 1900
- 1909 : At the Altar, de D. W. Griffith
- 1909 : A Corner in Wheat

### Années 1910
- 1910 : The Smoker : Le père (non confirmé)
- 1910 : May and December
- 1910 : A Summer Idyll : À la fête
- 1910 : Little Angels of Luck : Dans le bureau du Président
- 1910 : A Mohawk's Way : Indien
- 1910 : In Life's Cycle : Prêtre au bar
- 1910 : The Oath and the Man : Aristocrate
- 1910 : Rose O'Salem Town : Indien / Puritain
- 1910 : A Child's Stratagem : L'avocat
- 1911 : The Ghost, de Mack Sennett : Le policier
- 1911 : Out from the Shadow : À la danse
- 1911 : Swords and Hearts
- 1911 : Her Awakening : Témoin de l'accident
- 1911 : The Making of a Man : À la première Audience / À la porte de la première scène / Coulisses
- 1911 : The Adventures of Billy : Ouvrier agricole / Sauveteur
- 1911 : The Long Road : Un prêtre / Au bar
- 1911 : The Battle, de D. W. Griffith : Le Commandant de l'Union
- 1911 : Through Darkened Vales : Oculiste
- 1911 : The Miser's Heart : Deuxième escroc
- 1911 : A Woman Scorned : Un policier
- 1911 : The Failure : À la taverne
- 1911 : Saved from Himself : Le propriétaire
- 1911 : A Terrible Discovery : Dick

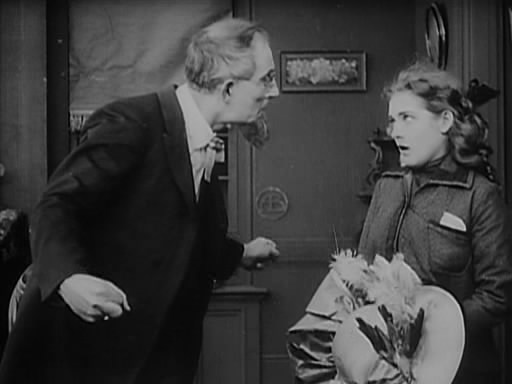
Charles Hill Mailes & Mary Pickford dans Le Chapeau de New York (1912)

- 1912 : The Baby and the Stork : Père de Bob
- 1912 : A Tale of the Wilderness : Le bandit
- 1912 : The Eternal Mother : Père de Mary
- 1912 : For His Son de D. W. Griffith : Le père, un médecin
- 1912 : A Blot on the 'Scutcheon : Thorold, Earl Tresham
- 1912 : Billy's Stratagem : Un Indien
- 1912 : The Mender of Nets
- 1912 : Under Burning Skies : Au bar / À la fête de Farewell
- 1912 : The Sunbeam : Le concierge
- 1912 : A String of Pearls : Le riche Docteur
- 1912 : The Girl and Her Trust : Le télégraphiste isolé
- 1912 : Iola's Promise : Mexicain acharné / Un colon
- 1912 : The Root of Evil : Le docteur
- 1912 : The Goddess of Sagebrush Gulch : Un méchant
- 1912 : Those Hicksville Boys : Picniqueur
- 1912 : Fate's Interception : L'amant mexicain
- 1912 : Just Like a Woman : Un pétrolier
- 1912 : Won by a Fish : Au dîner
- 1912 : The Lesser Evil : L'agent des Recettes / Policier
- 1912 : The Old Actor : L'acteur remplaçant
- 1912 : A Lodging for the Night : Le père de la fille mexicaine
- 1912 : When Kings Were the Law : Un serf /À la Cour
- 1912 : A Close Call : Homme dans la foule
- 1912 : A Beast at Bay : Un garde
- 1912 : Algy the Watchman : Un assistant du Président de la banque
- 1912 : Home Folks : Le père de la jeune femme
- 1912 : A Temporary Truce : Mexicain Jim
- 1912 : Lena and the Geese : Un noble
- 1912 : The School Teacher and the Waif : Père de Nora
- 1912 : Man's Lust for Gold : Le Mexicain
- 1912 : Man's Genesis : Homme des cavernes
- 1912 : The Speed Demon
- 1912 : The Sands of Dee : Père de Mary
- 1912 : The Narrow Road : Le faussaire
- 1912 : A Child's Remorse : L'ami de l'enfant du père
- 1912 : The Inner Circle (en) : Un gangster
- 1912 : With the Enemy's Help : Mari de Faro Kate
- 1912 : A Change of Spirit : Second Gentleman cambrioleur
- 1912 : A Pueblo Legend : Le vieil homme /Un Pueblo
- 1912 : An Unseen Enemy
- 1912 : Les Amis, de D. W. Griffith : Le barman
- 1912 : So Near, Yet So Far, de D. W. Griffith : Homme riche dans l'autre ville
- 1912 : A Feud in the Kentucky Hills : Le père
- 1912 : In the Aisles of the Wild : Un bûcheron
- 1912 : The Painted Lady, de D. W. Griffith : Leur père
- 1912 : A Sailor's Heart : Sur le porche
- 1912 : Brutality : Au théâtre
- 1912 : Le Chapeau de New York (The New York Hat), de D. W. Griffith (court-métrage) : M.. Goodhue (Leur père)
- 1912 : My Hero : Indien
- 1912 : The God Within : Le docteur
- 1913 : La Jeune téléphoniste et la femme du monde (The Telephone Girl and the Lady), de David Wark Griffith
- 1913 : Pirate Gold, de Wilfred Lucas : Le père
- 1913 : An Adventure in the Autumn Woods : Second voleur
- 1913 : A Misappropriated Turkey : Membre de l'Union
- 1913 : Brothers : Le père
- 1913 : Oil and Water
- 1913 : A Chance Deception : Le mari jaloux
- 1913 : The Massacre : Dans le wagon
- 1913 : The Wrong Bottle : Le dévoué
- 1913 : The Unwelcome Guest
- 1913 : Near to Earth
- 1913 : Fate : Sim
- 1913 : A Welcome Intruder : Le père
- 1913 : The Sheriff's Baby
- 1913 : The Hero of Little Italy : Le père
- 1913 : He Had a Guess Coming
- 1913 : A Misunderstood Boy : Un marchand voleur
- 1913 : Le Vagabond (The Wanderer) de D. W. Griffith : Le père
- 1913 : The Stolen Loaf : Au dîner
- 1913 : The House of Darkness : Le patient fou
- 1913 : The Yaqui Cur : Le chef Yaqui / Chercheur d'or
- 1913 : Olaf-An Atom : Un parent
- 1913 : Just Gold : Le père
- 1913 : A Dangerous Foe : Le juge
- 1913 : The Ranchero's Revenge : À la fête
- 1913 : Red Hicks Defies the World : Dans la foule
- 1913 : Le Marathon de la mort (Death's Marathon)  de D. W. Griffith
- 1913 : Almost a Wild Man : À l'audience
- 1913 : The Mothering Heart : Patron du Club
- 1913 : Her Mother's Oath
- 1913 : Faust and the Lily : Le diable
- 1913 : The Reformers; or, The Lost Art of Minding One's Business : Le père
- 1913 : The Mistake : Le mari, un prospecteur
- 1913 : The Coming of Angelo : Guido
- 1913 : When Love Forgives : L'employeur
- 1913 : The Work Habit : Le commissaire
- 1913 : Two Men of the Desert
- 1913 : A Woman in the Ultimate : Beau-père de Verda
- 1913 : A Modest Hero : Premier voleur
- 1913 : For the Son of the House : Le ministre
- 1913 : Madonna of the Storm : Le père
- 1913 : By Man's Law : Le magnat du pétrole
- 1913 : The Battle at Elderbush Gulch : Propriétaire du Ranch
- 1913 : Her Wedding Bell : Le fleuriste
- 1914 : The Wages of Sin
- 1914 : Liberty Belles
- 1914 : The Fatal Wedding
- 1914 : Judith of Bethulia : Soldat Bethulian
- 1914 : Brute Force : Valet (Prologue) / Membre de tribu (Les Vieux Jours)
- 1914 : Lord Chumley
- 1914 : Seven Days
- 1914 : The Billionaire
- 1914 : Just a Bit of Life
- 1914 : The Borrowed Cook
- 1914 : The Ticket-of-Leave Man
- 1914 : A Better Understanding
- 1914 : The Romance of a Poor Young Man
- 1914 : The Woman in Black : M.. Everett
- 1914 : A Mother's Way
- 1914 : Just a Kid
- 1914 : Cousin Pons (Cousin Pons), de Travers Vale
- 1915 : The Inevitable Retribution
- 1915 : The House of Horror
- 1915 : The Undying Fire
- 1915 : Her Slumbering Conscience
- 1915 : It Doesn't Pay
- 1915 : The Woman Who Paid
- 1915 : The Americano
- 1915 : The Vindication
- 1915 : The Ebbing Tide
- 1915 : Felix Holt
- 1915 : Captain Fracasse
- 1915 : The Buckskin Shirt
- 1915 : The Tear on the Page
- 1915 : Life's Changing Tide
- 1915 : Under Two Flags
- 1915 : Reapers of the Whirlwind
- 1915 : The Law of Love
- 1915 : Ashes of Inspiration
- 1915 : East Lynne : Lord Mount Severn
- 1915 : The Soul of Pierre
- 1915 : The Country Parson
- 1915 : His Wife's Story
- 1915 : His Hand and Seal
- 1915 : Harvest
- 1915 : Dora Thorne : Prince Borgezi
- 1915 : Weaver of Claybank
- 1915 : The Laurel of Tears
- 1915 : The Chief Inspector
- 1915 : The Hungarian Nabob : Comte John Karpathy
- 1915 : The Masterful Hireling
- 1915 : The Woman of Mystery
- 1916 : Fit for Burning
- 1916 : The Avenging Shot
- 1916 : Stronger Than Woman's Will
- 1916 : The Iron Will
- 1916 : His White Lie
- 1916 : The Guilt of Stephen Eldridge
- 1916 : The Mystery of Orcival
- 1916 : A Grip of Gold
- 1916 : The Battle of Truth
- 1916 : The Larrimore Case
- 1916 : The Seekers : Révérant Israel Mount
- 1916 : The Lady from the Sea
- 1916 : The Whirlpool of Destiny : Thomas Bell
- 1916 : Sea Mates
- 1916 : The Eagle's Wing : Sénateur Wright
- 1916 : The People vs. John Doe : Détective
- 1917 : The Mysterious Mrs. Musslewhite : Homme du Club
- 1917 : The Fourth Witness
- 1917 : Polly Redhead : Duc d'Osterley
- 1917 : The Bronze Bride : Joe Dubois
- 1917 : Southern Justice : Major Dillon
- 1917 : A Young Patriot
- 1917 : Doomed
- 1917 : Come Through : John Lysaght
- 1917 : Money Madness
- 1917 : The Lair of the Wolf : Robert Shepherd
- 1917 : A Romany Rose
- 1917 : The Spotted Lily
- 1917 : The Girl Who Won Out : M.. Wicks
- 1917 : The Lash of Power : Charles W. Sherwood
- 1917 : The Winged Mystery : Josiah Wayne
- 1917 : Beloved Jim : Robert McGregor
- 1918 : The Fighting Grin : Otis Kennedy
- 1918 : The Girl Who Wouldn't Quit : Robert Carter
- 1918 : The Magic Eye : Sam Bullard
- 1918 : Danger Within : Matthew Wedgestone
- 1918 : The Brass Bullet : Homer Joy
- 1918 : La Flamme et le Papillon (The Talk of the Town) de Allen Holubar
- 1918 : Three Mounted Men : Gardien
- 1918 : Lure of the Circus
- 1919 : The Wild Rider
- 1919 : Full of Pep : Escamillo Gomez
- 1919 : Cyclone Smith's Comeback
- 1919 : Fools and Their Money
- 1919 : The Outcasts of Poker Flat
- 1919 : Our Better Selves : Henry Laurens
- 1919 : The Speed Maniac : John Matthews
- 1919 : Red Hot Dollars : Angus Muir

### Années 1920
- 1920 : Haunting Shadows : Bates
- 1920 : L'Île au trésor (Treasure Island) : Dr Livesey
- 1920 : Witch's Gold
- 1920 : Le Système du Docteur Ox (Go and Get It) de Marshall Neilan et Henry Roberts Symonds : J.L. Rich
- 1920 : La Ruée (Homespun Folks) de John Griffith Wray : Caleb Webster
- 1920 : Le Signe de Zorro (The Mark of Zorro) de Fred Niblo et Theodore Reed  : Don Carlos Pulido
- 1921 : Chickens : Dan Bellows
- 1921 : The Home Stretch : M.. Wilson
- 1921 : Uncharted Seas : Vieux Jim Eastman
- 1921 : Courage : Oliver Hamish
- 1921 : The Ten Dollar Raise : Stryker
- 1922 : The Lying Truth : Sam Clairborne Sr
- 1922 : The Man from Downing Street d'Edward José : Col. Wentworth
- 1922 : The Bond Boy : Isom Chase
- 1923 : Crashin' Thru : Benedict
- 1923 : The Town Scandal : Bill Ramsey
- 1923 : Michael O'Halloran : Peter Harding
- 1923 : East Side - West Side : Dr Ernest Shepley
- 1923 : T'excite pas (Soft Boiled) de John G. Blystone : L'avocat
- 1923 : Held to Answer : Procureur Searle
- 1924 : Name the Man : Procureur général
- 1924 : When a Man's a Man de Edward F. Cline : Jim Reid
- 1924 : Fighting for Justice : Carter
- 1924 : Find Your Man : Gregory Mills
- 1924 : Thundering Hoofs : Don Juan Estrada
- 1924 : Le Phare qui s'éteint (The Lighthouse by the Sea) de Malcolm St. Clair : Caleb Gale
- 1925 : Le Courrier rouge (The Crimson Runner) de Tom Forman : Baron Semlin
- 1925 : Playing with Souls
- 1925 : L'Indomptable Diavolo (The Fighting Demon) d'Arthur Rosson  : Señor Darcy
- 1925 : The Overland Limited : Schuyler Dent
- 1925 : Free to Love de Frank O'Connor  : Kenton Crawford
- 1925 : The Midnight Flyer : Silas Henderson
- 1926 : Hearts and Fists : Bill Fawcett
- 1926 : The Blue Streak (en) de Noel M. Smith : Don Carlos
- 1926 : Dans la clairière en feu (The Combat) de Lynn Reynolds : Jerry Flint
- 1926 : The Social Highwayman : Le maire
- 1926 : The Better Man : Charles Clifton
- 1926 : The Frontier Trail : Major Mainard
- 1926 : The Man in the Saddle : Jeff Morgan Sr
- 1926 : Old Ironsides : Capitaine Preble
- 1926 : Exclusive Rights : Booss Morris
- 1927 : Play Safe : Silas Scott
- 1927 : Somewhere in Sonora
- 1927 : Ain't Love Funny? : John Brice
- 1927 : Bitter Apples : Cyrus Thornden
- 1927 : Volonté (Man Power) de Clarence G. Badger : Judson Stoddard
- 1927 : Great Mail Robbery de George B. Seitz : Stephen Phelps
- 1927 : The College Widow : Professeur Witherspoon
- 1927 : La Cité maudite (The City Gone Wild) : Luther Winthrop
- 1928 : Drums of Love de D.W. Griffith : Duc de Granada
- 1928 : Queen of the Chorus : Rufus Van Der Layden
- 1928 : The Charge of the Gauchos (Una Nueva y gloriosa nación) d'Albert H. Kelley : Saavedra
- 1928 : Give and Take
- 1928 : Quelle nuit ! (What a Night!) de A. Edward Sutherland : Patterson
- 1928 : The Phantom City : Benedict
- 1929 : The Faker : John Clayton
- 1929 : L'Affaire Bellamy (Bellamy Trial) de Monta Bell : Avocat de la défense
- 1929 : The Carnation Kid : Crawford Whitely
- 1929 : One Stolen Night : Doad

### Années 1930
- 1930 : Lilies of the Field : Juge
- 1930 : Mothers Cry : Père de Mary
- 1931 : Le Jardin impie (The Unholy Garden) de George Fitzmaurice  : Alfred de Jonghe
- 1932 : Women Won't Tell : Juge
- 1932 : No More Orchids : Merriwell
- 1933 : Broken Hearts
- 1933 : Treason : Général Hawthorne
- 1934 : I'll Tell the World : Homme d'État
- 1935 : Murder by Television : James Houghland